# Nijlen

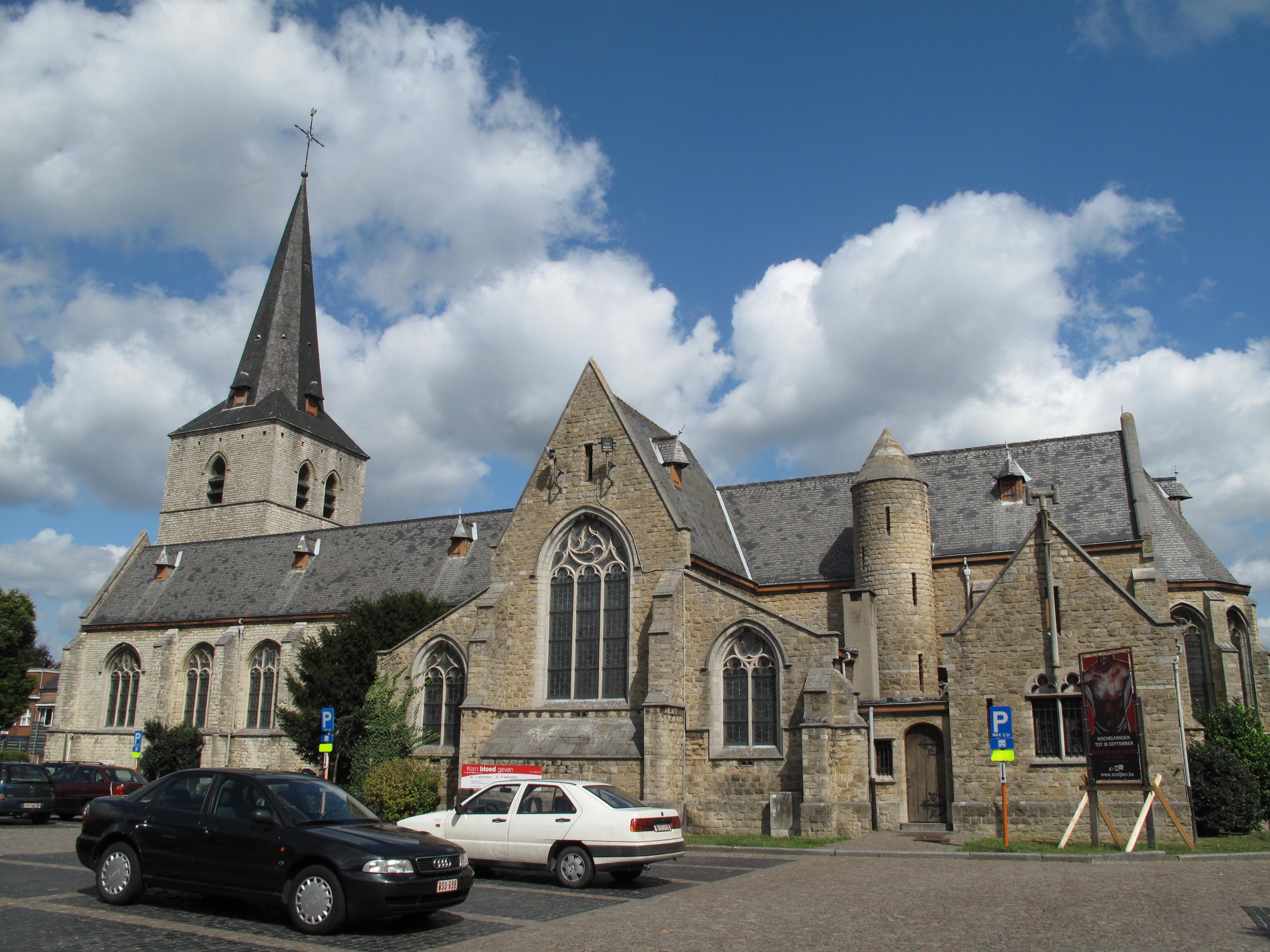
Sint-Willibrorduskerk

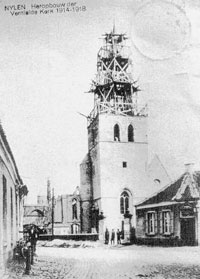
De reconstructie van de Sint-Willibrorduskerk na de Eerste Wereldoorlog

Nijlen is een plaats en gemeente in de Belgische provincie Antwerpen en heeft als deelgemeenten Kessel en Bevel. De gemeente ligt op de verbindingsweg tussen de steden Lier en Herentals en behoort tot het kieskanton Heist-op-den-Berg en het gerechtelijk kanton Lier.

## Geschiedenis
De eerste bewoning van Nijlen gaat terug tot in de Gallo-Romeinse tijd. In 1770 werd er een aarden pot met Romeinse gouden munten gevonden met beeltenissen van Julius Caesar tot Keizer Domitianus. Er zou volgens sommige bronnen een Romeinse heirweg gelegen hebben die leidde naar de Romeinse nederzetting te Grobbendonk.
In 1145 werd Nijlen voor het eerst als vrijgoed Nile vernoemd in een bulle van paus Eugenius III aan de abt van de abdij van Tongerlo. In 1155 kwam het patronaatsrecht van de parochie aan het Onze-Lieve-Vrouwekapittel te Antwerpen. 
Vanaf 1212 tot het einde van het Ancien régime hoorde Nijlen bestuurlijk tot de Bijvang van Lier. Het dorp werd vertegenwoordigd door een eigen Lierse buitenschepen ook gekend als schepen van de bijvang. In 1439 werd de streek getroffen door de pest.
Nijlen werd tijdens de godsdiensttwisten (einde 16e eeuw) zwaar getroffen en raakte ontvolkt. Vanaf begin 18e eeuw nam de bevolking weer toe. 
In de 19de eeuw bestond Nijlen uit vier delen met rond het Dorp, Lillo in het zuidoosten, de Bist in het noordwesten en in het noordoosten, op dorre zandgrond naast de Kleine Nete, de Paddekoten. Op de Paddekoten woonden grote gezinnen in een soort hutten (koten) met enkel de voorgevel van steen. Dit gebied was toen gekend voor smokkelaars en stropers. 
De aanleg van de spoorlijn in 1853 en de introductie van de diamantindustrie omstreeks 1875 stimuleerden de groei. Nijlen werd een belangrijk diamantcentrum en bezat ook een diamantschool.
Op 2 januari 1842 vond de 'moord van Nijlen' plaats, de toenmalige pastoor Petrus De Groof liet daarbij het leven.

## Geografie

### Deelgemeenten
| # | Naam   | Opp. (km²) | Inwoners (2020) | Inwoners per km² | NIS-code |
| - | ------ | ---------- | --------------- | ---------------- | -------- |
| 1 | Nijlen | 17,73      | 13.219          | 746              | 12026A   |
| 2 | Bevel  | 6,60       | 2.184           | 331              | 12026B   |
| 3 | Kessel | 14,87      | 7.529           | 506              | 12026C   |

### Kernen
Sinds de herindeling van de gemeenten heeft Nijlen er nog de deelgemeenten Bevel en Kessel bijgekregen. De gemeente telt meer dan 22.000 inwoners.

### Hydrografie
De gemeente ligt in het samenvloeiingsgebied van de Kleine Nete en de Grote Nete. Deze rivieren vormen ook respectievelijk de noordelijke en zuidelijke gemeentegrens.

### Topografie
Nijlen maakt deel uit van de Kempen. De gemeente heeft een laaggelegen, vlak reliëf en uitgesproken zandige bodems met een overgang naar leemachtig zand in de richting van Bevel. Nijlen ligt zo’n 22 km ten zuidoosten van Antwerpen en zo’n 24 km ten noordoosten van Mechelen. Door de zandige bodems was boeren erg moeilijk, waardoor vele Nijlense boerenfamilies overschakelden op diamantslijpen voor de Antwerpse diamantsector.

### Aangrenzende gemeenten
| Aangrenzende gemeenten | Aangrenzende gemeenten | Aangrenzende gemeenten | Aangrenzende gemeenten | Aangrenzende gemeenten |
| ---------------------- | ---------------------- | ---------------------- | ---------------------- | ---------------------- |
| Ranst                  |                        | Zandhoven              |                        | Grobbendonk            |
|                        |                        |                        |                        |                        |
|                        | Herenthout             |                        |                        |                        |
|                        |                        |                        |                        |                        |
| Lier                   |                        | Berlaar                |                        | Heist-op-den-Berg      |

## Bezienswaardigheden
- De Sint-Willibrorduskerk, waarvan de eerste steen werd gelegd in 1491.
- De Pastorie van Nijlen aan de Gemeentestraat
- De Sint-Pauluskerk aan de Broechemsesteenweg
- De Onze-Lieve-Vrouwekerk aan de Bouwelsesteenweg
- De Dommolen, een windmolenrestant
- De Verbistmolen, een windmolenrestant
- Het Fort van Kessel, deel van verdedigingsgordel Antwerpen tijdens WO 2
- Het kasteel De Bist met park en dreef.

Met de Kesselse Heide, Kruiskensberg, het Soldatenbos, het Beekpark en meer zijn er ook veel natuurgebieden in Nijlen.

## Demografie

### Demografische ontwikkeling voor de fusie
- Bronnen:NIS, Opm:1806 tot en met 1970=volkstellingen; 1976 = inwoneraantal op 31 december

### Demografische ontwikkeling van de fusiegemeente
Alle historische gegevens hebben betrekking op de huidige gemeente, inclusief deelgemeenten, zoals ontstaan na de fusie van 1 januari 1977.
- Bronnen:NIS, Opm:1806 tot en met 1981=volkstellingen; 1990 en later= inwonertal op 1 januari

| Inwoners van jaar tot jaar op 1 januari 1992 tot heden | Inwoners van jaar tot jaar op 1 januari 1992 tot heden | Inwoners van jaar tot jaar op 1 januari 1992 tot heden |
| jaar                                                   | Aantal                                                 | Evolutie: 1992=index 100                               |
| ------------------------------------------------------ | ------------------------------------------------------ | ------------------------------------------------------ |
| 1992                                                   | 19.660                                                 | 100,0                                                  |
| 1993                                                   | 19.715                                                 | 100,3                                                  |
| 1994                                                   | 19.879                                                 | 101,1                                                  |
| 1995                                                   | 19.993                                                 | 101,7                                                  |
| 1996                                                   | 20.097                                                 | 102,2                                                  |
| 1997                                                   | 20.165                                                 | 102,6                                                  |
| 1998                                                   | 20.297                                                 | 103,2                                                  |
| 1999                                                   | 20.407                                                 | 103,8                                                  |
| 2000                                                   | 20.423                                                 | 103,9                                                  |
| 2001                                                   | 20.499                                                 | 104,3                                                  |
| 2002                                                   | 20.519                                                 | 104,4                                                  |
| 2003                                                   | 20.613                                                 | 104,8                                                  |
| 2004                                                   | 20.642                                                 | 105,0                                                  |
| 2005                                                   | 20.743                                                 | 105,5                                                  |
| 2006                                                   | 20.864                                                 | 106,1                                                  |
| 2007                                                   | 20.978                                                 | 106,7                                                  |
| 2008                                                   | 21.208                                                 | 107,9                                                  |
| 2009                                                   | 21.369                                                 | 108,7                                                  |
| 2010                                                   | 21.572                                                 | 109,7                                                  |
| 2011                                                   | 21.824                                                 | 111,0                                                  |
| 2012                                                   | 22.065                                                 | 112,2                                                  |
| 2013                                                   | 22.198                                                 | 112,9                                                  |
| 2014                                                   | 22.342                                                 | 113,6                                                  |
| 2015                                                   | 22.559                                                 | 114,7                                                  |
| 2016                                                   | 22.651                                                 | 115,2                                                  |
| 2017                                                   | 22.693                                                 | 115,4                                                  |
| 2018                                                   | 22.813                                                 | 116,0                                                  |
| 2019                                                   | 22.949                                                 | 116,7                                                  |
| 2020                                                   | 22.936                                                 | 116,7                                                  |
| 2021                                                   | 22.985                                                 | 116,9                                                  |
| 2022                                                   | 23.259                                                 | 118,3                                                  |
| 2023                                                   | 23.409                                                 | 119,1                                                  |
| 2024                                                   | 23.707                                                 | 120,6                                                  |
| 2025                                                   | 23.747                                                 | 120,8                                                  |

## Politiek

### Structuur
De gemeente Nijlen maakt deel uit van het kieskanton Heist-op-den-Berg, gelegen in het provinciedistrict Lier, het kiesarrondissement Mechelen-Turnhout en ten slotte de kieskring Antwerpen.
| Nijlen           | Nijlen           | Supranationaal         | Nationaal                         | Nationaal           | Gemeenschap         | Gewest              | Provincie           | Arrondissement    | Provinciedistrict | Kanton            | Gemeente        |
| ---------------- | ---------------- | ---------------------- | --------------------------------- | ------------------- | ------------------- | ------------------- | ------------------- | ----------------- | ----------------- | ----------------- | --------------- |
| Administratief   | Niveau           | Europese Unie          | België                            | België              | Vlaanderen          | Vlaanderen          | Antwerpen           | Mechelen          | Mechelen          | Mechelen          | Nijlen          |
| Administratief   | Bestuur          | Europese Commissie     | Belgische regering                | Belgische regering  | Vlaamse regering    | Vlaamse regering    | Deputatie           | Deputatie         | Deputatie         | Deputatie         | Gemeentebestuur |
| Administratief   | Raad             | Europees Parlement     | Kamer van volksvertegenwoordigers | Vlaams Parlement    | Vlaams Parlement    | Vlaams Parlement    | Provincieraad       | Provincieraad     | Provincieraad     | Provincieraad     | Gemeenteraad    |
| Kiesomschrijving | Kiesomschrijving | Nederlands Kiescollege | Kieskring Antwerpen               | Kieskring Antwerpen | Kieskring Antwerpen | Kieskring Antwerpen | Kieskring Antwerpen | Mechelen-Turnhout | Lier              | Heist-op-den-Berg | Nijlen          |
| Verkiezing       | Verkiezing       | Europese               | Federale                          | Federale            | Vlaamse             | Vlaamse             | Provincieraads-     | Provincieraads-   | Provincieraads-   | Provincieraads-   | Gemeenteraads-  |

### Geschiedenis

#### (Voormalige) burgemeesters
| Tijdspanne | Tijdspanne   | Burgemeester               |
| ---------- | ------------ | -------------------------- |
|            | 1889 - 1903  | Joseph Van Looy            |
|            | 1904 - 1913  | Karel Peeters              |
|            | 1914 - 1921  | Jozef Mariën               |
|            | 1921 - 1932  | Leopold Claes              |
|            | 1933 - 1939  | Ludovicus Kegelaers        |
|            | 1939 - 1946  | Octaaf Vernimmen           |
|            | 1947 - 1952  | Jan Eduard Laenen          |
|            | 1953 - 1970  | Octaaf Vernimmen           |
|            | 1971 - 1976  | Lode Van Dessel (VU)       |
|            | 1977 - 1988  | Mon Laenen (CVP)           |
|            | 1989 - 1994  | Lode Van Dessel (VU)       |
|            | 1995 - 2000  | Emiel Lens (CVP)           |
|            | 2001 - 2024  | Paul Verbeeck (CVP / CD&V) |
|            | 2025 - heden | Leo Verelst (N-VA)         |

#### Legislatuur 2007 - 2012
Burgemeester was Paul Verbeeck (CD&V). Hij leidde een coalitie bestaande uit CD&V en N&U. Samen vormden ze de meerderheid met 16 op 27 zetels.

#### Legislatuur 2013 - 2018
Burgemeester was Paul Verbeeck (CD&V). Hij leidde een coalitie bestaande uit CD&V en Nijlen&U. Samen vormden ze een nipte meerderheid met 14 op 27 zetels.

#### Legislatuur 2019 - 2024
Burgemeester was Paul Verbeeck (CD&V) die een coalitie leidde bestaande uit CD&V, Groen-Open Vld en Nijlen&U. Samen vormden ze de meerderheid met 17 op 27 zetels.

#### Legislatuur 2025 - 2030
Burgemeester is Leo Verelst (N-VA-Nieuw Nijlen). Het kartel N-VA-Nieuw Nijlen vormde een coalitie met de liberaal-socialistische lijst Voor2560. Samen vormen ze een nipte meerderheid met 14 op 27 zetels.

#### Resultaten gemeenteraadsverkiezingen sinds 1976
| Partij of kartel     | Partij of kartel                                              | 10-10-1976 | 10-10-1976 | 10-10-1982 | 10-10-1982 | 9-10-1988 | 9-10-1988 | 9-10-1994 | 9-10-1994 | 8-10-2000 | 8-10-2000 | 8-10-2006 | 8-10-2006 | 14-10-2012 | 14-10-2012 | 14-10-2018 | 14-10-2018 | 13-10-2024 | 13-10-2024 |
| Stemmen / Zetels     | Stemmen / Zetels                                              | %          | 25         | %          | 25         | %         | 25        | %         | 25        | %         | 27        | %         | 27        | %          | 27         | %          | 27         | %          | 27         |
| -------------------- | ------------------------------------------------------------- | ---------- | ---------- | ---------- | ---------- | --------- | --------- | --------- | --------- | --------- | --------- | --------- | --------- | ---------- | ---------- | ---------- | ---------- | ---------- | ---------- |
|                      | CVP1/ CD&V2/ TROTSA                                           | 29,291     | 8          | 28,931     | 9          | 31,871    | 10        | 40,471    | 12        | 35,361    | 11        | 35,992    | 11        | 31,422     | 10         | 29,62      | 10         | 30,5A      | 9          |
|                      | VU1/ VU&ID2/ N&U3/ TROTSA                                     | 36,281     | 11         | 37,41      | 11         | 30,431    | 9         | 24,161    | 6         | 24,122    | 7         | 17,223    | 5         | 13,913     | 4          | 8,53       | 2          | 30,5A      | 9          |
|                      | N-VA4/ N-VA-Nieuw NijlenB                                     | 36,281     | 11         | 37,41      | 11         | 30,431    | 9         | 24,161    | 6         | 24,122    | 7         | 7,594     | 1         | 25,104     | 8          | 21,14      | 6          | 37,4B      | 12         |
|                      | Nieuw Nijlen1/ N-VA-Nieuw NijlenB                             | -          |            | -          |            | -         |           | -         |           | -         |           | -         |           | -          |            | 9,81       | 2          | 37,4B      | 12         |
|                      | Agalev1/ sp.a-Groen!E/ Groen2/ Groen-Open VldF/ Groen & Pro3  | -          |            | -          |            | 6,011     | 1         | -         |           | 7,611     | 1         | 13,89E    | 4         | 10,602     | 2          | 18,1F      | 5          | 9,73       | 2          |
|                      | SP1/ sp.a-Groen!E/ sp.a2/ Voor 2560G                          | 14,541     | 3          | 16,871     | 4          | 13,121    | 3         | 13,041    | 3         | 9,481     | 2         | 13,89E    | 4         | 4,012      | 0          | 18,1F      | 5          | 11,5G      | 2          |
|                      | PVV1/ GB-PVVC/ VLD2/ Open Vld+N3/ Groen-Open VldF/ Voor 2560G | 4,211      | 0          | 8,61C      | 1          | 11,281    | 2         | 13,422    | 3         | 12,42     | 3         | 7,552     | 1         | 6,253      | 1          | 18,1F      | 5          | 11,5G      | 2          |
|                      | GBKN1/ GB-PVVC/ GB-KVDD                                       | 13,31      | 3          | 8,61C      | 1          | 5,22D     | 0         | -         |           | -         |           | -         |           | -          |            | -          |            | -          |            |
|                      | KVD                                                           | -          |            | 2,4        | 0          | 5,22D     | 0         | -         |           | -         |           | -         |           | -          |            | -          |            | -          |            |
|                      | Vlaams Blok1/ Vlaams Belang2                                  | -          |            | -          |            | 1,821     | 0         | 8,91      | 1         | 11,031    | 3         | 17,752    | 5         | 8,692      | 2          | 9,72       | 2          | 11,02      | 2          |
|                      | Anderen(*)                                                    | 2,38       | 0          | 5,78       | 0          | 0,25      | 0         | -         |           | -         |           | -         |           | -          |            | 3,2        | 0          | -          |            |
| Totaal stemmen       | Totaal stemmen                                                | 12257      | 12257      | 13539      | 13539      | 14333     | 14333     | 14824     | 14824     | 15396     | 15396     | 15939     | 15939     | 16585      | 16585      | 17205      | 17205      | 11846      | 11846      |
| Opkomst %            | Opkomst %                                                     |            |            |            |            | 95,94     | 95,94     | 94,67     | 94,67     | 94,52     | 94,52     | 95,93     | 95,93     | 93,42      | 93,42      | 94,8       | 94,8       | 63,2       | 63,2       |
| Blanco en ongeldig % | Blanco en ongeldig %                                          | 3,57       | 3,57       | 3,2        | 3,2        | 3,72      | 3,72      | 5,73      | 5,73      | 3,64      | 3,64      | 3,98      | 3,98      | 3,40       | 3,40       | 3,8        | 3,8        | 1,3        | 1,3        |

De zetels van de gevormde coalitie staan vetjes. De grootste partij is in kleur.
(*) 1976: ONAFH (2,38%) / 1982: PAN-AGA (3,2%), NTD (2,58%) / 1988: SAP (0,25%) / 2018: ONS Dorp (3,2%)

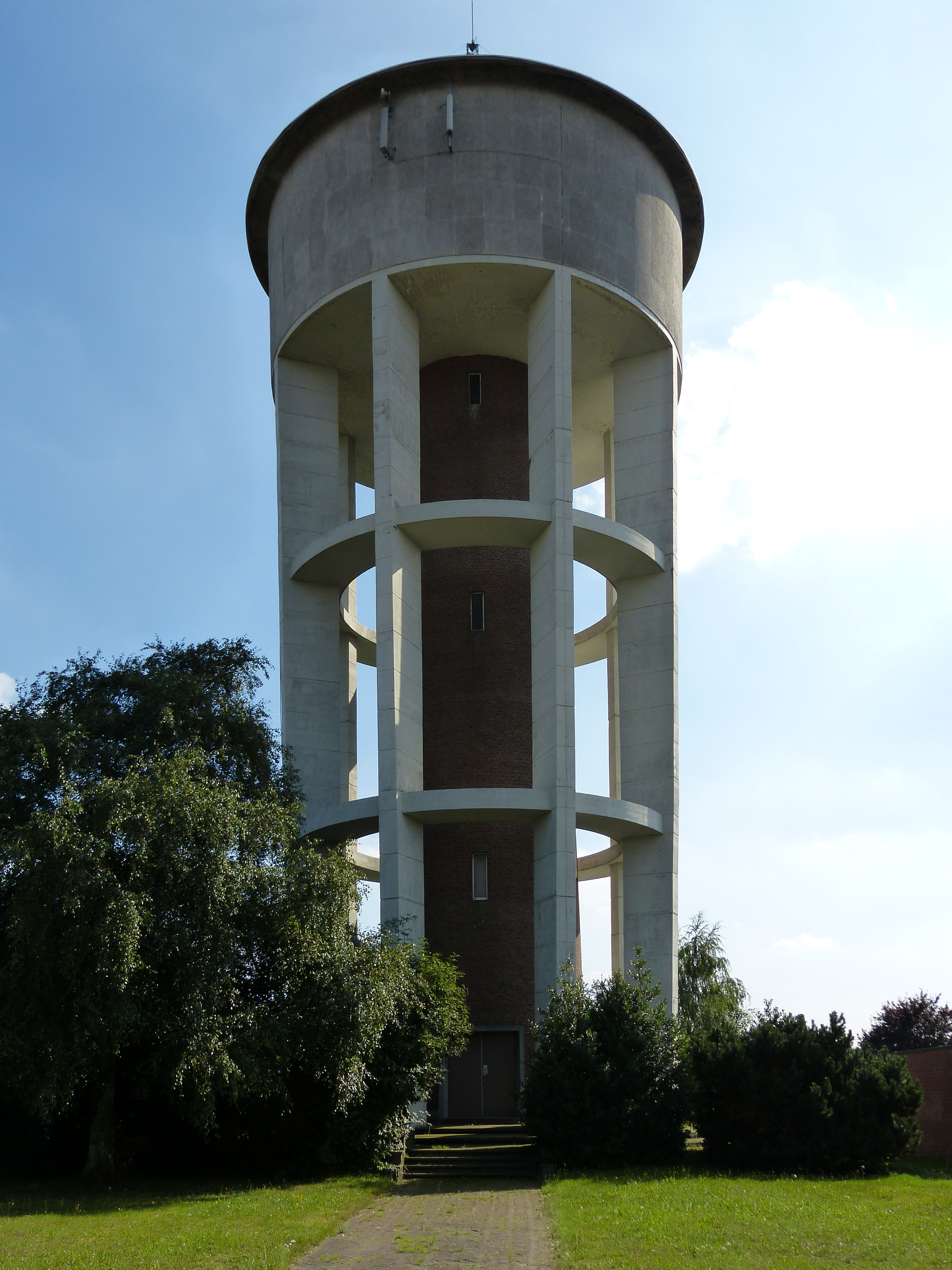
Watertoren

## Mobiliteit

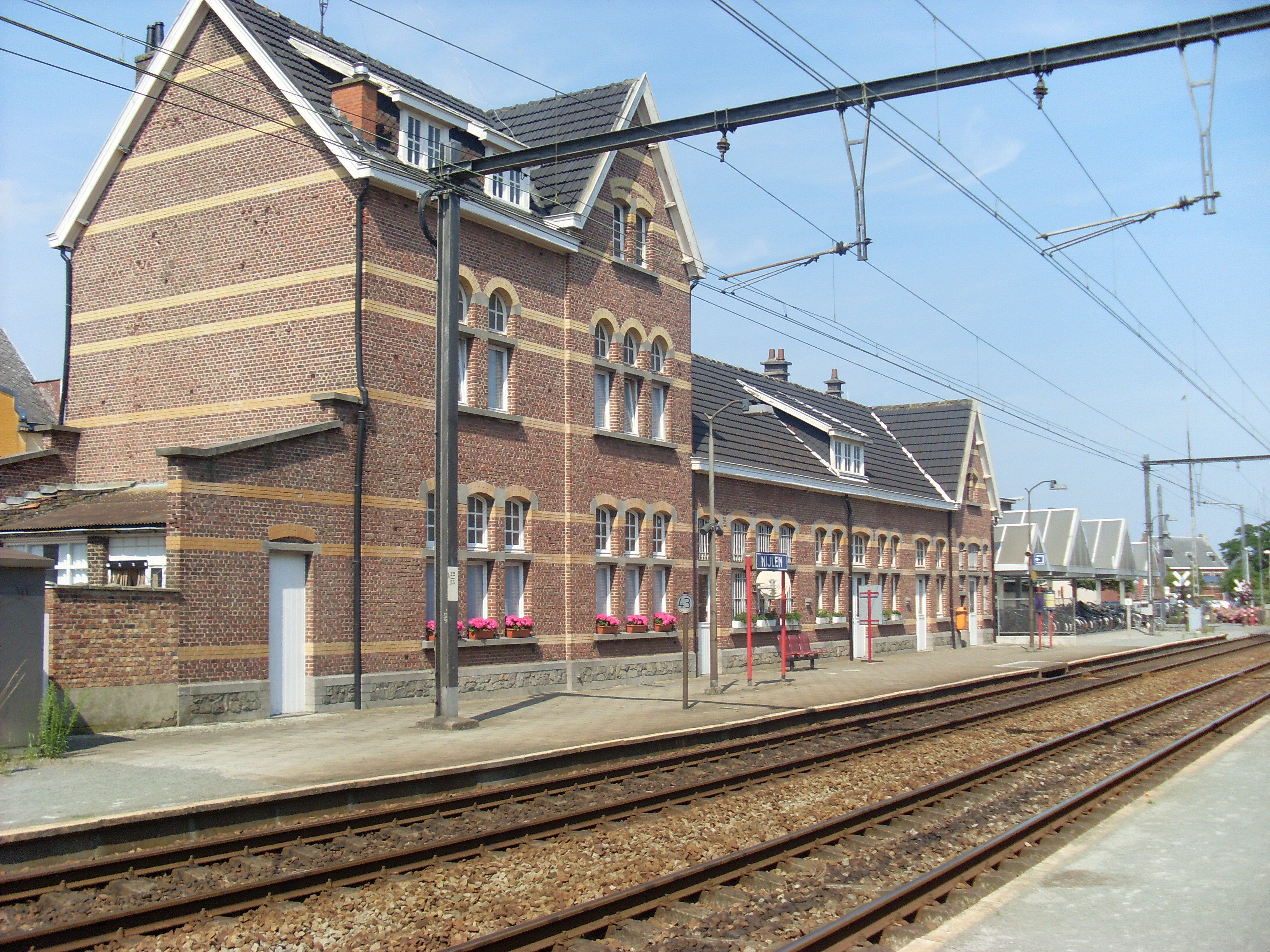
Treinstation Nijlen

De gemeente Nijlen beschikt over een uitgebreid aanbod aan openbaar vervoer. Er zijn twee stations die het treinverkeer (NMBS) in de gemeente voorzien: het Station van Nijlen en het Station van Kessel. Er is ook een uitgebreid busnetwerk dat voorzien is van verschillende buslijnen, bediend door De Lijn. 
| Buslijn         | Traject                                       |
| --------------- | --------------------------------------------- |
| 84              | Lier - Nijlen - Grobbendonk - Vorselaar       |
| 85              | Lier - Nijlen - Herenthout - Herentals        |
| 848 (schoolrit) | Nijlen - Bouwel - Herentals                   |
| 859 (schoolrit) | Lier - Nijlen - Emblem - Broechem - Ranst     |
| 154             | Kessel station - Kloosterheide - Markt - Lisp |
| 3               | Lier station - Kessel - Emblem                |
| Flexvervoer     | Heist-op-den-Berg - Nijlen - Herenthout       |

(tabel met alle buslijnen in Nijlen (Nijlen, Kessel en Bevel))

## Economie
De gemeente was vroeger vooral bekend om haar diamantslijperijen. De eerste slijperij in Nijlen werd opgericht in de 19e eeuw door Jan Eduard Claes. Hierna volgden vele en de laatste volledig uitgeruste vooroorlogse slijperij uit de streek is slijperij Lieckens. Vanaf 2015 begon daar de bouw van het KEMPENS diamantcentrum. Ook het diamantpad (een 30 km lange fietsroute die door Groot-Nijlen loopt) herinnert er tot op vandaag nog steeds aan.

## Sport
Sportclubs (competitie)
- KFC Nijlen, een voetbalclub actief in de derde klasse amateurs
- Kessel United (Kessel), een voetbalclub actief in 4de prov. Antwerpen
- KFC Bevel (Bevel), een voetbalclub actief in 1ste prov. Antwerpen
- BBC lyra nila, basketbalclub actief in 2e Prov. Heren Antwerpen
- FH Nijlen, volleybalclub actief in 3e nationale
- TTV Nijlen, touwtrekvereniging actief in de nationale competitie[15]

Sportinfrastructuur
- Sportcentrum Nijlen (zwembad + sporthal)

Sportwedstrijden
- Vanaf 2014 wordt jaarlijks de Flanders Diamond Tour verreden, een internationale wielerwedstrijd voor vrouwen, met start en finish in Nijlen.
- Een halve marathon wordt jaarlijks in juni gehouden in Nijlen[16], in 2025 voor de vijftigste[17] keer.

## Bekende inwoners
Bekende personen die geboren of woonachtig zijn of waren in Nijlen of een andere significante band met de gemeente hebben:
- Cathelyne van den Bulcke (ca. 1542), een vrouw uit Nijlen beschuldigd van hekserij die in 1590 op de Grote Markt van Lier werd verbrand
- Octaaf Engels (1892-1990), ondernemer en bestuurder
- Jozef van Hove (1919-2014), striptekenaar
- Libera Carlier (1926-2007), auteur
- Raymond Ceulemans (1937), biljarter
- Victor Van Schil (1939-2009), wielrenner
- Jozef Lieckens (1959), wielrenner
- Lucas Van den Eynde (1959), acteur
- Nick Nuyens (1980), wielrenner
- Kim Huybrechts (1985), darter
- Pommelien Thijs (2001), zangeres
- Arthur Vermeeren (2005), voetballer

## Partnersteden
- Güssing (Oostenrijk)
- Voeren
- Hodora (Roemenië)

## Nabijgelegen kernen
Bevel, Kessel, Viersel, Massenhoven, Broechem, Herenthout, Bouwel

## Bronverwijzing
Deelgemeenten: Bevel · Kessel · Nijlen

Deelwijken: Bevel-Heikant · Boshoek (Nijlen) · Kessel-Station · Kesselse Heide · Kruiskensberg · Lillo (Nijlen)

Belgische gemeenten · Arrondissement Mechelen · Antwerpen · Vlaanderen
Aartselaar · Antwerpen · Arendonk · Baarle-Hertog · Balen · Beerse · Berlaar · Boechout · Bonheiden · Boom · Bornem · Brasschaat · Brecht · Dessel · Duffel · Edegem · Essen · Geel · Grobbendonk · Heist-op-den-Berg · Hemiksem · Herentals · Herenthout · Herselt · Hoogstraten · Hove · Hulshout · Kalmthout · Kapellen · Kasterlee · Kontich · Laakdal · Lier · Lille · Lint · Malle · Mechelen · Meerhout · Merksplas · Mol · Mortsel · Niel · Nijlen · Olen · Oud-Turnhout · Putte · Puurs-Sint-Amands · Ranst · Ravels · Retie · Rijkevorsel · Rumst · Schelle · Schilde · Schoten · Sint-Katelijne-Waver · Stabroek · Turnhout · Vorselaar · Vosselaar · Westerlo · Wijnegem · Willebroek · Wommelgem · Wuustwezel · Zandhoven · Zoersel

België: Provincies · Gemeenten